# Andrea Botez
Andrea Botez (Vancouver, Columbia Británica; 6 de abril de 2002) es una ajedrecista, comentarista, DJ y personalidad de Internet canadiense. Es conocida principalmente por formar parte del canal de Twitch BotezLive junto a su hermana Alexandra Botez. También se le atribuye ser una de las creadoras que popularizó el ajedrez en Twitch.

## Infancia y antecedentes
Sus padres se mudaron de Rumania a Canadá después de que Alexandra Botez, la hermana mayor de Andrea, naciera en Dallas (Texas). Se trasladaron a Vancouver, en la Columbia Británica, antes de mudarse a Oregón, en los Estados Unidos, cuando Alexandra estaba en el instituto.

## Carrera en el ajedrez
Botez comenzó a jugar al ajedrez a los seis años. Empezó a participar en torneos de ajedrez de Estados Unidos a los siete años. En 2010, ganó el Campeonato Juvenil Canadiense de Ajedrez Femenino Sub-8.
En 2015, a los trece años, se proclamó campeona de ajedrez femenino de Columbia Británica. Ese mismo año, Botez también ganó el Abierto Nacional de Zsuzsa Polgár.
En 2016, en el SPFNO 2016: U14 Girls, Botez quedó cuarta en el torneo y decimotercera en el Susan Polgar Foundation Girls' Invitational de 2016.
Botez alcanzó su puntuación clásica más alta de la FIDE, 1906, en 2024, y su puntuación más alta en el ajedrez estadounidense, 1933, en 2019.

## Carrera como creadora de contenido
Junto con su hermana, Botez gestiona el canal de Twitch BotezLive, que cuenta con más de 1,3 millones de seguidores. Comenzó a ayudar a su hermana en 2020 jugando al ajedrez y en otras transmisiones variadas, así como en el canal de YouTube BotezLive, que tiene más de 1 800 000 de suscriptores. Se tomó un año sabático para centrarse en las transmisiones, antes de convertirse en streamer a tiempo completo.
Se le atribuye, junto con su hermana mayor Alexandra Botez, Hikaru Nakamura, GothamChess y otros, la popularización del ajedrez en Twitch.
El 21 de diciembre de 2020, Andrea y Alexandra firmaron un contrato con Envy Gaming como creadoras de contenido en el lanzamiento de la red de creadores y el programa de embajadores de la organización. Más tarde se trasladaron a Los Ángeles, donde se unieron a otros creadores de contenido como JustaMinx y CodeMiko en la Envy Content House.
El 20 de julio de 2022, Andrea y Alexandra firmaron con Creative Artists Agency. La agencia trabajará con ellas en el desarrollo de contenido original, nuevas iniciativas de propiedad intelectual y «crecimiento estratégico en todas las plataformas y talentos». Pocas semanas después se anunció que Andrea y Alexandra se habían unido a OpTic Gaming después de que Envy Gaming anunciara la retirada de su marca Envy.
En 2023, Andrea y Alexandra fueron incluidas en la lista «30 Under 30» de Forbes en la categoría de videojuegos. Más tarde, en abril de 2023, aparecieron en la lista de Rolling Stone de los 20 creadores más influyentes de 2023. El 13 de julio de 2024, apareció en un vídeo de MrBeast titulado «50 YouTubers Fight for $1,000,000».

### Botez Abroad
Además de sus retransmisiones habituales de ajedrez y otras actividades, las dos hermanas presentan un programa en su canal de Twitch llamado Botez Abroad, un programa de viajes original de Twitch en el que viajan a ciudades de todo el mundo y retransmiten sus partidas de ajedrez en persona en diversos lugares. El programa ha generado más de 20 millones de visitas y ha alcanzado un pico de audiencia en directo de 36 000 personas.

### PogChamps
En la segunda edición del torneo de ajedrez amateur online PogChamps, Botez formó parte del equipo de comentaristas. En 2021, Botez volvió a participar en el torneo PogChamps 3, ejerciendo como entrenadora de CodeMiko y como comentarista, y, una vez más, se unió al equipo de comentaristas de PogChamps 4.

## Carrera en el boxeo

### Creator Clash 2
En abril de 2023, Botez perdió un combate de boxeo contra su compañera youtuber Michelle Khare en Creator Clash 2, un evento benéfico de boxeo organizado por el youtuber iDubbbz.

### Campeonato Mogul de ajedrez-boxeo
En diciembre de 2022, Botez compitió contra la Gran Maestra Femenina (WGM) Dina Belenkaya en el Mogul Chessboxing Championship, organizado por Ludwig Ahgren. Inicialmente, Belenkaya fue declarada ganadora, pero tras una revisión posterior al combate, el organizador anunció un resultado actualizado: «...[Botez] debería haber sido declarado ganador por K.O. técnico después de que el árbitro iniciara el cuarto conteo de pie del combate». La actualización dio como resultado que tanto Belenkaya como Botez fueran declaradas ganadoras.

## Filantropía
En 2020, Botez participó en el torneo por equipos Zoomers Play Chess para ayudar a recaudar fondos para los niños necesitados afectados por la pandemia de COVID-19.

## Vida personal
En 2020, Botez y su hermana Alexandra Botez vivían en Nueva York. En 2022, se mudaron a Los Ángeles (California). En diciembre de 2023, Botez reveló durante una transmisión en vivo que le habían diagnosticado TDAH.